# Артана (Телавський муніципалітет)
Артана (груз. ართანა) — село в Грузії.
За даними перепису населення 2014 року в селі проживає 819 осіб.